# Sexy Galexy
Sexy Galexy, nombre artístico  de Lexi Leigh, es una drag king y artista australiana.

## Carrera
Sexy Galexy comenzó su carrera actuando en espectáculos y eventos de drag en su ciudad natal de Perth a fines de la década de 1990, durante la época dorada de la cultura lésbica y drag king. Sexy Galexy actuó en el Drag King Sydney que se desarrolló entre 1999 y 2000. En 2002, Sexy Galexy y DJ Sveti cofundaron el evento semanal Kingki Kingdom, que más tarde pasó a llamarse Queer Central en 2006. Kingki Kingdom se hizo popular en la comunidad lésbica como un lugar de expresión y participación comunitaria. Sexy Galexy actuó en el Mardi Gras Gay y Lésbico de Sydney de 2005. Fue reportera en el Mardi Gras Gay y Lésbico de Sydney para QueerTV. En 2008, Sexy Galexy apareció en la portada de Gscene, una revista de interés LGBT de Brighton y Hove.
Sexy Galexy regresó a Perth en 2014 y realizó el espectáculo "Manliness: The Angle of My Dangle". Antes de eso, había actuado en festivales del orgullo y espectáculos de drag en Europa y América del Norte. Sexy Galexy es conocida por el espectáculo en vivo "Manliness Mansion", que se realizó en los festivales Melbourne International Comedy Festival y Perth Fringe World en 2015.
En abril de 2020, Sexy Galexy apareció en Socially Distant, una serie web de transmisión en vivo de drag presentada por Landon Cider. Sexy Galexy ha sido citada como inspiración por otros drag kings como Landon Cider y Adam All.